# Rybie (powiat gostyniński)
Rybie – wieś sołecka w Polsce położona w województwie mazowieckim, w powiecie gostynińskim, w gminie Pacyna.
Prywatna wieś szlachecka położona była w drugiej połowie XVI wieku w powiecie gąbińskim ziemi gostynińskiej województwa rawskiego. W latach 1975–1998 miejscowość należała administracyjnie do województwa płockiego.
13 lipca 2009 roku wieś zamieszkiwało 200 mieszkańców.